# Sham 69
Sham 69 är ett brittiskt punk-/rockband, från Hersham, Surrey i England, som bildades 1976.

## Biografi
Sham 69 inledde sin karriär som Bay City Rollers- och Gary Glitter-imitatörer. Sitt namn tog de från graffiti som Jimmy Pursey såg på en vägg i deras bostadsområde. Från början ska det ha stått "Walton and Hersham '69" (det år då "Walton & Hersham F.C." vann Athenian League i fotboll), men som tidens tand delvis hade eroderat bort. I slutet av 1976 började dock punken mullra fram genom förorterna och i juni 1977 kom Pursey fram till att flera bandmedlemmar inte var inne på samma linje som han, så Bostik, Harris och Goodfornothing fick lämna bandet. Dave Parsons på gitarr och Mark Cain på trummor kom snabbt in som ersättare.
Sham 69 släppte sin första singel, "I Don't Wanna", på Step Forward Records i augusti 1977, producerad av John Cale från the Velvet Underground. Detta fick Polydor Records att kontraktera bandet. Strax efter de släppt sin första singel lämnade Albie Slider bandet och Dave "Kermit" Treganna kom in som ersättare. Detta blev den mest kända och lyckade uppsättningen i bandets historia. Sham 69 lyckades få värdefull publicitet när de spelade på ett närliggande hustak under öppnandet av "the Vortex Club". Polis kallades in och försökte stoppa bandet från att spela. Pursey vägrade och blev senare dömd till 30 pund i böter för störande av ordning.
I januari 1978 gjorde de skivdebut på Polydor Records med "Borstal Breakout", som följdes av "UK singles chart"-succén "Angels With Dirty Faces" (som nådde plats 19 i maj 1978) och "If the Kids Are United" (plats 9 i juli 1978). Låtarna kom från bandets debutalbum "Tell Us the Truth", en blandning av live- och studioinspelningar. Bandet hade fortsatta framgångar med "Hurry Up Harry" (plats 10 i oktober 1978), som var från deras andra LP och första hela studioalbum, "That's Life". Bandets popularitet ökade även efter deras framträdande i "Top Of The Pops".
Bandets fans bestod till stor del av skinheads (vänster, höger och icke-politiska), vilket i mångt och mycket satte tonen för  Oi!-rörelsen. Deras konserter besvärades allt som oftast av häftiga bråk och bandet slutade att uppträda live efter ett framförande på "Middlesex Polytechnic" 1978, en konsert som förstördes av National Front-supportrar och White Power-skinheads som slogs samt även stormade scenen.
Bandet började så sakteliga röra sig bort från punken mot musik som influerades av klassiska engelska rockband som Mott the Hoople, the Who, the Rolling Stones och the Faces. Detta märktes tydligt på deras tredje album; "The Adventures of the Hersham Boys".
Efter deras fjärde album splittrades Sham 69 och Jimmy Pursey försökte sig sedan på att spela en mer heavy metal-influerad musik med de återstående medlemmarna från Sex Pistols under namnet "Sham Pistols". Detta band existerade dock i princip bara på pappret. Rick Goldstein, Dave Parsons och Dave Treganna bildade tillsammans med Stiv Bators från the Dead Boys glam-punk/gothic rockbandet "the Wanderers". En kort tid hade Stiv Bators (ex Dead Boys), Dave Treganna (ex Sham 69) och Rat Scabies (ex the Damned) ett band de kallade "Dead Damned Sham Band". Senare samma år anlitade Bators och Treganna Nick Turner från "the Barracudas" och Brian James från the Damned och startade the Lords of the New Church.
1981 samarbetade Pursey med Peter Gabriel på singeln "Animals Have More Fun" som blev en flopp.
1986 återuppstod Sham 69 med en lite annorlunda sättning och gav ut singeln "Rip And Tear".
2005 uppmärksammades bandet när "If the Kids Are United" spelades under premiärminister Tony Blairs entré vid Labour-partiets partikonferens.
2006 fick Sham 69, av en övervägande majoritet lyssnare på "Christian O'Connell's Breakfast Show", i uppdrag att göra en låt till engelska landslaget inför VM i fotboll. Utgiven under namnet "Sham 69 and The Special Assembly" baserades låten på deras hit "Hurry Up Harry". Bland annat hade "We're going down the pub" ändrats till "We’re gonna win the cup!" Detta resulterade i singeln "Hurry Up England" som nådde plats 10 på UK Top 40. Detta blev bandets första stora hit på 26 år.
Sent 2006 splittrades bandet igen och Dave Parsons uttalade sin önskan att fortsätta som Sham 69. Den 26 januari 2007 meddelade BBC att Sham 69 hade splittrats på grund av en hätsk konflikt mellan Pursey och Parsons. Parsons sade bland annat;
"- Sham 69 har lämnat Jimmy Pursey på kvällen för 30-årsjubileet. Bandet har allt mer tröttnat på Jimmys ointresse att spela live och att vid upprepade tillfällen hoppat av spelningar i sista stund".
Parsons och Whitewood bildade en ny uppsättning med Tim V på sång och Rob Jefferson på bas. Denna uppsättning har turnerat i USA, spelat på flera punkfestivaler i Europa (däribland Sverige) och gett ut albumet "Hollywood Hero" i augusti 2007.
Den 21 januari 2008 tillkännagav Pursey bildandet av hans nya band, "Day 21", och avsade sig allt intresse i Sham 69.
2011 återbildades bandet med Pursey, Parsons och Tregunna - besättningen från 1977.

## Medlemmar
| Namn                  | Bandroll        | Aktiva år           |
| --------------------- | --------------- | ------------------- |
| Jimmy Pursey          | Sång            | 1976 – 2001, 2011 – |
| Neil Harris           | Gitarr          | 1976                |
| Johnny Goodfornothing | Gitarr          | 1976                |
| Albie Slider          | Basgitarr       | 1976 – 1977         |
| Billy Bostik          | Trummor         | 1976                |
| Dave Parsons          | Gitarr, sång    | 1977 – 2008, 2011 – |
| Mark Cain             | Trummor         | 1977 – 1979         |
| Dave Tregunna         | Basgitarr       | 1977 – 1980, 2011 – |
| Ricky Goldstein       | Trummor         | 1979 – 1980         |
| Andy Prince           | Basgitarr       | 1987 – 1988         |
| Sonny Boy Williamson  | Trummor         | 1987 – 1988         |
| Mat Sargent           | Basgitarr, sång | 1996 – 2001         |
| Ian Whitewood         | Trummor         | 1996 – 2008         |
| Tim V                 | Sång            | 2007 – 2008         |
| Rob Jefferson         | Basgitarr       | 2007 – 2008         |
| Robin Guy             | Trummor         | 2011 –              |

## Diskografi
| Albumnamn                              | Musikåret   |
| Studioalbum                            | Studioalbum |
| -------------------------------------- | ----------- |
| Tell Us The Truth                      | 1978        |
| That's Life                            | 1978        |
| The Adventures of the Hersham Boys     | 1979        |
| The Game                               | 1980        |
| Volunteer                              | 1988        |
| Information Libre                      | 1991        |
| Soapy Water and Mister Marmalade       | 1995        |
| The A Files                            | 1997        |
| Direct Action: Day 21                  | 2001        |
| Hollywood Hero (USA)                   | 2007        |
| Western Culture (UK / EUROPE)          | 2007        |
| Who Killed Joe Public                  | 2010        |
| Their Finest Hour                      | 2013        |
| Samlingsalbum                          |             |
| The First, the Best and the Last       | 1980        |
| Kings & Queens                         | 1993        |
| Lords of Oi!                           | 1997        |
| The Punk Singles Collection: 1977-1980 | 1998        |
| Laced Up Boots and Corduroys           | 2000        |
| Teenage Kicks                          | 2005        |
| The Original Punk Album                | 2007        |
| Punk 77/2007 30TH Anniversary          | 2007        |
| Cockney Cowboys/Very Best of Sham 69   | 2008        |
| Livealbum                              |             |
| Live and Loud!!                        | 1987        |
| The Complete Sham 69 Live              | 1989        |
| Live at the Roxy Club                  | 1990        |
| Live in Italy                          | 1996        |
| Live at CBGB:s                         | 1998        |
| Sham 69 Live                           | 2011        |
| Singelskivor                           |             |
| "I Don't Wanna"                        | 1977        |
| "Song Of The Street"                   | 1977        |
| "Borstal Breakout"                     | 1977        |
| "Angels With Dirty Faces"              | 1978        |
| "If The Kids are United"               | 1978        |
| "Hurry Up Harry"                       | 1978        |
| "Questions And Answers"                | 1979        |
| "Hersham Boys"                         | 1979        |
| "You're A Better Man Than I"           | 1979        |
| "Tell The Children"                    | 1980        |
| "Unite and Win"                        | 1980        |
| "Rip And Tear"                         | 1987        |
| "Ban The Gun"                          | 1987        |
| "Outside The Warehouse"                | 1988        |
| "Action Time"                          | 1993        |
| "Girlfriend"                           | 1995        |
| "Swampy"                               | 1996        |
| "Hurry Up England"                     | 2006        |